# Klabin
Klabin S.A. est une entreprise brésilienne spécialisée dans l'emballage industriel. Ses filiales fabriquent des produits de pâtes à papier. La Société produit de la pâte d'eucalyptus blanchie, du papier d'impression, du papier d'emballage, du papier de soie, des sacs en papier, des enveloppes et des boîtes en carton ondulé. En 2020, il s'agissait de la troisième plus grande entreprise de l'État du Paraná.

## Historique
L'origine de Klabin remonte à l'arrivée de deux familles d'immigrants lituaniens au Brésil, les Klabin et les Lafer.